# Bundesstrasse 55
Bundesstrasse 55 är en förbundsväg i Nordrhein-Westfalen, Tyskland. Vägen går ifrån Jülich till Rheda-Wiedenbrück via bland annat Köln.